# 11636 Pezinok
11636 Pezinok eller 1996 YH1 är en asteroid i huvudbältet som upptäcktes den 27 december 1996 av de båda slovakiska astronomerna Adrián Galád och Alexander Pravda vid Modra-observatoriet. Den är uppkallad efter den slovakiska staden Pezinok.
Asteroiden har en diameter på ungefär 3 kilometer.